# بلاک‌هرست، نیوساوت ولز
بلاک‌هرست (به انگلیسی: Blakehurst) یک حومه شهر در استرالیا است که در نیو ساوت ولز واقع شده‌است.